# Niż demograficzny
Niż demograficzny – okresowy spadek liczby urodzeń spowodowany działaniem czynnika losowego np. wojny, klęski głodu itp. Małżeństwa są wtedy rzadziej zawierane, a decyzję o posiadaniu dziecka odkłada się na bardziej sprzyjający czas. Wskutek tego liczebność pokolenia urodzonego w czasie działania tego czynnika losowego jest wyraźnie mniejsza od innych grup wieku. W piramidzie płci i wieku pokolenie niżowe zaznacza się w postaci wrębu. Następstwem wkraczania pokolenia niżowego w wiek rozrodczy jest kolejny niż demograficzny, gdyż mało liczne pokolenie rodziców daje także mało liczne potomstwo. Występuje on naprzemiennie z wyżem demograficznym. Natomiast długotrwałe utrzymywanie się niskiego poziomu urodzeń związane jest z określoną fazą rozwoju demograficznego i wynika z oddziaływania czynników systemowych.